# Lenovo
Lenovo ili punim imenom Lenovo Group Limited (кин: 联想集团有限公司) je kineska multinacionalna korporacija koja se bavi razvojem, proizvodnjom i prodajom računarskih tehnologija i to - stonih i prenosnih računara, radnih stanica, servera, uređaja za smeštaj podataka, informacionih tehnologija, softvera i drugih povezanih usluga.
Lenovo ima tri glavna centra svojih poslovnih operacija. To su:
- Peking (Kina),
- Morisvil (Severna Karolina, SAD) i
- Singapur,

S druge strane istraživački centri nalaze u:
- Šangaj (Kina),
- Шенџен (Kina),
- Xiamen (Kina),
- Ченгду (Kina) i
- Yamato Japan.

2005. Lenovo je od IBM-a otkupila tehnologiju i brand ThinkPad vezan za prenosne računare, u vrednosti 1,75 milijarde USD. 2009. Lenovo postaje četvrti najveći proizvođač računara na svetu, a najveći prodavac u Kini, gde drži tržišni udeo od 28,6%. Za fiskalnu godinu 2008/09 kompanija je ostvarila prodaju u vrednosti 14,9 milijarde USD.

## Ime
Reč Lenovo je izvedenica od engleske reči Legend (legenda) i latinske reči novo (novo). Na pojednostavljenom kineskom pismu, Lenovo se piše - 联想, na tradicionalnom kineskom - 聯想. Na kineskom jeziku ti nazivi bi u prevodu značili "udruženje" ili "povezana razmišljanja".